# وصلة لينة

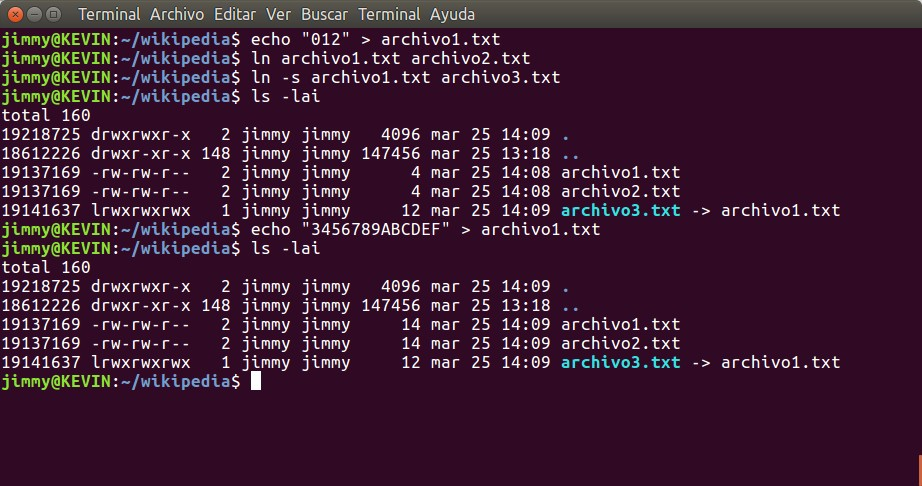

وصلة لينة أو رابط لين (بالإنجليزية: Symbolic link أو soft link أو symlink)‏ هو اسم مستعار لأي ملف
وهو يحتوي على مرجع إلى ملف (File) أو دليل آخر (Directory) في شكل مسار مطلق أو نسبي (Path) .